# Francesco Bega
Francesco Bega (Milano, 26 ottobre 1974) è un ex calciatore italiano, di ruolo difensore.

## Carriera

### Giocatore
Inizia la sua carriera nel Monza. Con i biancorossi gioca in Serie B dal 1992 al 1994 totalizzando 2 presenze e restandovi fino alla stagione 1996-1997 disputando solo campionati di C1. Nel 1997 passa al Cosenza dove vince un campionato di C1. Resta in Calabria anche all'inizio della stagione successiva ma, a causa delle discussioni avute con il tecnico Sonzogni, viene ceduto nell'ottobre del 1998 all'Atletico Catania in serie C1. Con i siciliani riesce a disputare solo 9 partite perché nel gennaio del 1999 si trasferisce all'Alzano Virescit. Con la società lombarda vince il campionato di C1 e viene riconfermato anche nella successiva stagione di B dove gioca 34 partite.
Nel 2000 passa al Como, con cui gioca due stagioni, la prima in C1 conclusasi con la promozione e la seconda in B, anche questa terminata trionfalmente. Nonostante la promozione in A raggiunta con i lariani, non viene riconfermato e nel 2002 cambia ancora casacca, ingaggiato dalla Triestina, con la quale disputa due ottimi campionati di Serie B. Nel 2004 debutta in Serie A con il Cagliari, con cui gioca per due stagioni, mettendo a segno (nella sua seconda annata rossoblu) anche il primo gol nella massima serie. L'esordio in massima serie è arrivato il 12 settembre nella partita Cagliari-Bologna (1-0).
Terminata l'esperienza sarda, si trasferisce nel 2006 al Genoa, club di serie B che punta alla promozione. L'obiettivo alla fine viene raggiunto poiché la squadra ligure conquista la promozione in A. Resta con i grifoni anche in serie A fino al gennaio del 2008 quando si trasferisce al Brescia di Serse Cosmi in B dove colleziona 18 presenze. Viene confermato nella squadra lombarda anche per le due successive stagioni cadette. Il 21 agosto 2009 a 4 anni di distanza dal suo ultimo gol ritorna a segnare. Grazie a un suo gol, il Brescia (allenato da Cavasin) supera il Cittadella per 1-0 e conquista i primi 3 punti in campionato, in quella settimana Francesco era stato duramente contestato dalla tifoseria lombarda. Il 16 gennaio 2011 sigla il suo secondo gol e ultimo in Serie A (quarto con la casacca bresciana) contro il Parma con un gran sinistro da fuori area portando il Brescia sul momentaneo 1-0.
Il 6 luglio 2011, lascia il Brescia per accasarsi al Genoa che lo gira lo stesso giorno alla società svizzera del Lugano.

### Dopo il ritiro
Il 30 giugno 2012 viene nominato team manager del Genoa. Rescisso il contratto con la società ligure, nell'aprile 2016 diventa osservatore del Milan.

## Statistiche

### Presenze e reti nei club
| Stagione               | Squadra                | Campionato             | Campionato | Campionato | Coppe nazionali | Coppe nazionali | Coppe nazionali | Coppe continentali | Coppe continentali | Coppe continentali | Altre coppe | Altre coppe | Altre coppe | Totale | Totale | Totale |
| Stagione               | Squadra                | Comp                   | Pres       | Reti       | Comp            | Pres            | Reti            | Comp               | Pres               | Reti               | Comp        | Pres        | Reti        | Pres   | Reti   |        |
| ---------------------- | ---------------------- | ---------------------- | ---------- | ---------- | --------------- | --------------- | --------------- | ------------------ | ------------------ | ------------------ | ----------- | ----------- | ----------- | ------ | ------ | ------ |
| 1993-1994              | Monza                  | B                      | 2          | 0          | CI              | 0               | 0               | -                  | -                  | -                  | -           | -           | -           | 2      | 0      |        |
| 1994-1995              | Monza                  | C1                     | 23         | 1          | CI+CI-C         | 1+0             | 0               | -                  | -                  | -                  | -           | -           | -           | 24     | 2      |        |
| 1995-1996              | Monza                  | C1                     | 16         | 0          | CI+CI-C         | 1+0             | 0               | -                  | -                  | -                  | -           | -           | -           | 17     | 0      |        |
| 1996-1997              | Monza                  | C1                     | 26         | 0          | CI+CI-C         | 2+0             | 0               | -                  | -                  | -                  | -           | -           | -           | 28     | 0      |        |
| Totale Monza           | Totale Monza           | Totale Monza           | 67         | 1          |                 | 4               | 0               |                    | -                  | -                  |             | -           | -           | 71     | 1      |        |
| 1997-1998              | Cosenza                | C1                     | 26         | 0          | CI+CI-C         | 2+0             | 0               | -                  | -                  | -                  | -           | -           | -           | 28     | 0      |        |
| ago.-ott. 1998         | Cosenza                | B                      | 0          | 0          | CI              | 0               | 0               | -                  | -                  | -                  | -           | -           | -           | 0      | 0      |        |
| Totale Cosenza         | Totale Cosenza         | Totale Cosenza         | 26         | 0          |                 | 2               | 0               |                    | -                  | -                  |             | -           | -           | 28     | 0      |        |
| ott. 1998-gen. 1999    | Atletico Catania       | C1                     | 9          | 0          | CI+CI-C         | - +0            | 0               | -                  | -                  | -                  | -           | -           | -           | 9      | 0      |        |
| gen.-giu. 1999         | Alzano Virescit        | C1                     | 10         | 0          | CI+CI-C         | -               | -               | -                  | -                  | -                  | -           | -           | -           | 10     | 0      |        |
| 1999-2000              | Alzano Virescit        | B                      | 34         | 0          | CI              | 6               | 0               | -                  | -                  | -                  | -           | -           | -           | 40     | 0      |        |
| Totale Alzano Virescit | Totale Alzano Virescit | Totale Alzano Virescit | 44         | 0          |                 | 6               | 0               |                    | -                  | -                  |             | -           | -           | 50     | 0      |        |
| 2000-2001              | Como                   | C1                     | 28+4       | 0          | CI-C            | 0               | 0               | -                  | -                  | -                  | -           | -           | -           | 32     | 0      |        |
| 2001-2002              | Como                   | B                      | 23         | 0          | CI              | 6               | 0               | -                  | -                  | -                  | -           | -           | -           | 29     | 0      |        |
| Totale Como            | Totale Como            | Totale Como            | 51+4       | 0          |                 | 6               | 0               |                    | -                  | -                  |             | -           | -           | 61     | 0      |        |
| 2002-2003              | Triestina              | B                      | 30         | 0          | CI              | 5               | 0               | -                  | -                  | -                  | -           | -           | -           | 35     | 0      |        |
| 2003-2004              | Triestina              | B                      | 36         | 0          | CI              | 1               | 0               | -                  | -                  | -                  | -           | -           | -           | 37     | 0      |        |
| Totale Triestina       | Totale Triestina       | Totale Triestina       | 66         | 0          |                 | 6               | 0               |                    | -                  | -                  |             | -           | -           | 72     | 0      |        |
| 2004-2005              | Cagliari               | A                      | 32         | 0          | CI              | 5               | 0               | -                  | -                  | -                  | -           | -           | -           | 37     | 0      |        |
| 2005-2006              | Cagliari               | A                      | 29         | 1          | CI              | 2               | 0               | -                  | -                  | -                  | -           | -           | -           | 31     | 1      |        |
| Totale Cagliari        | Totale Cagliari        | Totale Cagliari        | 61         | 1          |                 | 7               | 0               |                    | -                  | -                  |             | -           | -           | 68     | 1      |        |
| 2006-2007              | Genoa                  | B                      | 33         | 0          | CI              | 3               | 0               | -                  | -                  | -                  | -           | -           | -           | 36     | 0      |        |
| 2007-gen. 2008         | Genoa                  | A                      | 10         | 0          | CI              | 1               | 0               | -                  | -                  | -                  | -           | -           | -           | 11     | 0      |        |
| Totale Genoa           | Totale Genoa           | Totale Genoa           | 43         | 0          |                 | 4               | 0               |                    | -                  | -                  |             | -           | -           | 47     | 0      |        |
| gen.-giu. 2008         | Brescia                | B                      | 18+2       | 0          | CI              | -               | -               | -                  | -                  | -                  | -           | -           | -           | 20     | 0      |        |
| 2008-2009              | Brescia                | B                      | 13+3       | 0          | CI              | 1               | 0               | -                  | -                  | -                  | -           | -           | -           | 17     | 0      |        |
| 2009-2010              | Brescia                | B                      | 28+4       | 3          | CI              | 1               | 0               | -                  | -                  | -                  | -           | -           | -           | 33     | 3      |        |
| 2010-2011              | Brescia                | A                      | 25         | 1          | CI              | 1               | 0               | -                  | -                  | -                  | -           | -           | -           | 26     | 1      |        |
| Totale Brescia         | Totale Brescia         | Totale Brescia         | 84+9       | 4          |                 | 3               | 0               |                    | -                  | -                  |             | -           | -           | 96     | 4      |        |
| 2011-2012              | Lugano                 | CL                     | 21         | 1          | CI              | 2               | 0               | -                  | -                  | -                  | -           | -           | -           | 23     | 1      |        |
| Totale carriera        | Totale carriera        | Totale carriera        | 472+13     | 7          |                 | 40              | 0               |                    | -                  | -                  |             | -           | -           | 525    | 7      |        |

## Palmarès
- Campionato italiano Serie C1: 2

Cosenza: 1997-1998 (girone B)
Alzano Virescit: 1998-1999 (girone A)
- Campionato italiano di Serie B: 1

Como: 2001-2002